# Enric Muchart
Enric Muchart (Arles, Vallespir, 4 de març del 1873 - Banyuls de la Marenda, Rosselló, 1954) va ser un poeta vallespirenc en llengua francesa.

## Biografia
Es doctorà en dret a Tolosa amb la tesi Condition des créanciers de la femme du failli restée commune en biens art. 1446 du Code civil, publicada a Tolosa per l'Impr. Saint-Cyprien el 1896. En aquesta ciutat provençal escrigué, amb Maurice Magre, Jean Viollis i Emmanuel Delbousquet, a la revista literària L'Effort el 1896; també hi participà en diversos Jocs Florals i hi obtingué el títol de mestre en Gai Saber (abans del 1910). Després d'exercir a Perpinyà durant un temps, s'instal·là a París, i a la Ciutat de la Llum va ser un dels fundadors de la Terre Latine: revue littéraire et artistique. Posteriorment tornà a Perpinyà, on col·laborà amb diverses revistes, com La Clavellina, Le Coq Catalan, La Tramontane i L'Éveil Catalan. Com a poeta fou autor d'obres caràcter parnassià i panteista.
Diverses viles rosselloneses donaren el nom d'Henri Muchart a vies públiques.

## Obres
- Les balcons sur la mer, poèmes Paris: Editions de "la plume", 1901, primer recull de versos
- Les fleurs de l'arbre de science Paris, B. Grasset, 1913
- Le miel sauvage Paris: Ed. de la Revue des Poètes (Imp. Perrin), 1926
- Poèmes du vent et de la lune Paris: Ed. de la Revue des Poètes (Imp. Perrin), 1956, edició pòstuma